# Flaga miejska

Flaga Bielska-Białej – typowa flaga miejska z herbem

Flaga miejska – charakterystyczny symbol miejskiej wspólnoty samorządowej skonstruowany na wzór herbu terytorialnego według określonych reguł weksylologicznych. Flagi miast mogą być również flagami gmin i innych jednostek terytorialnych.
W średniowieczu normy prawa miejskiego zalecały radom miejskim, posiadanie chorągwi z własnymi dziedzicznymi herbami. W Polsce najstarsza znana chorągiew należąca do Krakowa odnotowana została około 1370 roku w Kronice Janka z Czarnkowa. Podczas wjazdu Ludwika Węgierskiego do miasta, witająca go rada miejska postępowała z chorągwią, na której umieszczony był Herb Krakowa.